# 奥托·冯·科策布

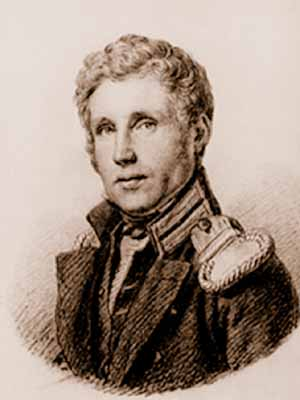
奥托·冯·科策布

奥托·冯·科策布（德語：Otto von Kotzebue；1787年12月30日—1846年2月15日），俄罗斯探险家、领航员。波罗的海德意志人。
奥托是外交官奥古斯特·冯·科策布的次子，出生在列巴尔（今爱沙尼亚塔林），这座城市后来成为俄罗斯帝国的一部分。在圣彼得堡的学校担任过候补军人后，他于1803年至1806年期间跟随亚当·约翰·冯·克鲁森施滕进行旅行。在被提拔为海军上尉之后，科策布成为探险队的指挥官。
1815年7月30日，科策布穿越北冰洋，探查鲜为人知的大洋洲。他的船队穿越过合恩角，命名了狗岛（Dog Island，即普卡普卡环礁）、罗曼佐夫岛（Romanzoff，即蒂凱伊島）、鲁里克岛链（Rurick's chain，即阿魯圖阿環礁）和克鲁森施滕岛（Krusenstern，今蒂凯豪环礁）等岛屿。此后沿着北美洲西北部海岸，航向堪察加半岛，途中在楚科奇海发现了科策布海湾和克鲁森施滕角。回到亚洲海岸后，他又掉头往南，在三明治群岛逗留了三周，并在1817年1月1日发现了新年岛（今梅吉特岛）。在太平洋更深入地探查之后，他再掉头向北，但重病迫使他回到欧洲。1818年8月3日，他到达涅瓦河，带回来了许多当时未知的植物和新的人种学信息。

## 荣誉
- 美国阿拉斯加州的科策布市和科策布灣（英语：Kotzebue Sound）以他的名字命名[1]。